# 방송국
방송국(放送局)은 전파법의 규정에 의하여 방송국의 면허를 받은 무선국을 말한다. 라디오 방송국, 텔레비전 방송국으로 나뉜다.
대한민국의 주요 방송사에는 KBS, SBS, MBC, TV조선, MBN, tvN 등이 있고 조선민주주의인민공화국에는 조선중앙텔레비죤, 만수대텔레비죤, 룡남산텔레비죤이 있으며, 일본에는 NHK, 도쿄 방송 등이 있다. 그리고 다른 의미로는 방송사(放送社)를 의미한다.

## 같이 보기
- 방송